# Thuần Trung
Thuần Trung là một xã thuộc tỉnh Nghệ An, Việt Nam. Xã được hình thành trên cơ sở sáp nhập các xã Minh Sơn, Lạc Sơn, Nhân Sơn, Thuận Sơn, Trung Sơn và Xuân Sơn của huyện Đô Lương trong đợt Sáp nhập tỉnh thành Việt Nam 2025.

## Địa lý
Xã Thuần Trung có vị trí địa lý:
- Phía Đông giáp xã Văn Hiến và xã Bạch Hà;
- Phía Nam giáp xã Đại Đồng;
- Phía Tây giáp xã Cát Ngạn và xã Tam Đồng;
- Phía Bắc giáp xã Đô Lương và xã Văn Hiến.

Xã Thuần Trung có diện tích tự nhiên 49,26 km².

## Hành chính và tên gọi
Xã Thuần Trung được thành lập theo Nghị quyết số 1678/NQ-UBTVQH15 của Ủy ban Thường vụ Quốc hội Việt Nam, ban hành ngày 16 tháng 6 năm 2025. Theo đó, sắp xếp toàn bộ diện tích tự nhiên, quy mô dân số của các xã Minh Sơn, Lạc Sơn, Nhân Sơn, Thuận Sơn, Trung Sơn và Xuân Sơn thuộc huyện Đô Lương trước đây thành một xã mới có tên gọi là xã Thuần Trung.
Trước đó, theo Đề án sắp xếp đơn vị hành chính cấp xã tỉnh Nghệ An, xã này là xã Đô Lương 5.
Sau sắp xếp xã có diện tích tự nhiên: 49,26 km², quy mô dân số: 40.317 người.